# Европеистика
Европеистика е интердисциплинарна наука за страните в Европа, включително за историята и развитието на Европейския съюз.
Специалност „Европеистика“ се преподава в няколко висши училища в България: Русенски университет „Ангел Кънчев“, Софийски университет „Св. Климент Охридски“, Нов български университет, Университет за национално и световно стопанство.
Програмите по специалността обикновено се придържат към мултидисциплинарния подход, включващ курсове по области от разни научни направления като право (европейско право), икономика, история (история на Европа), социология, политология и др. Традиционно програмите по специалността включват също засилено изучаване на разпространени чужди езици от европейски държави и особено на официалните езици на ЕС.